# جون روبنسون (لاعب كرة قدم)
جون روبنسون (بالإنجليزية: John Robinson)‏ (29 أغسطس 1971 ببولاوايو في زيمبابوي - ) هو لاعب كرة قدم بريطاني في مركز الوسط. شارك مع منتخب ويلز تحت 21 سنة لكرة القدم ومنتخب ويلز لكرة القدم. أما مع النوادي، فقد لعب مع برايتون أند هوف ألبيون وتشارلتون أثلتيك وكارديف سيتي ونادي غيلينغهام ونادي كرولي تاون ونادي ليويس.

## مسيرته الكروية
لعب جون روبنسون خلال مسيرته الاحترافية مع 5 أندية في تسعة عشر موسمًا وسجل خلالها 47 هدفًا ضمن 448 مباراة. ولم يفز بأي موسم بالكأس أو بالدوري.
خاض جون روبنسون مسيرته مع نادي برايتون أند هوف ألبيون في موسم 1989–90 ليلعب معه أربعة مواسم، مشاركًا في 62 مباراة سجل خلالها 6 أهداف. ثم انتقل إلى نادي تشارلتون أثلتيك في موسم 1992–93 ليلعب معه أحد عشر موسمًا، حيث شارك في 332 مباراة سجل خلالها 36 هدفًا. لينتقل بعدها إلى نادي كارديف سيتي في موسم 2003–04 ولمدة موسمين، مشاركًا في 42 مباراة سجل خلالها 3 أهداف. ثم انتقل إلى نادي كرولي تاون في موسم 2004–05 لمدة موسم واحد، مشاركًا في 8 مباريات سجل خلالها هدفين.

## وصلات خارجية
- جون روبنسون على موقع الاتحاد الأوربي (الإنجليزية)
- جون روبنسون على موقع قاعدة بيانات كرة القدم.إي يو (الإنجليزية)
- جون روبنسون على موقع ناشيونال فوتبول تيمز (الإنجليزية)
- جون روبنسون على موقع Soccerbase.com (لاعب) (الإنجليزية)
- جون روبنسون على موقع Soccerway.com (الإنجليزية)
- جون روبنسون على موقع عالم كرة القدم.نت (الإنجليزية)